# Hemligheten (1990)
Hemligheten är en svensk film från 1990 i regi av Ralf Karlsson och med manus av Karlsson och Ulla-Carin Nyquist. Filmen var Karlssons regidebut och i rollerna ses bland andra Carl-Gustaf Lindstedt, Sif Ruud och Suzanna Björklund.

## Om filmen
Inspelningen ägde rum i Farsta slott och på Lidingö i Stockholm med Peter Kruse som fotograf. Musiken komponerades av Nyquist och Claes Wang och filmen klipptes av Christin Loman. Den premiärvisades 16 februari 1990 på flera orter runt om i Sverige. Den har även visats av Sveriges Television och utkom 2008 på DVD.
Filmen tillkom efter att LO 1988 utlyst en filmmanusskrivartävling.

## Handling
Sam och Amanda är vänner. Amandas dagböcker kastas oavsiktligt i soporna i samband med en flytt. Vännerna beger sig till soptippen för att leta och hittar där en hemlig genväg till ett slott. Där träffar de Valdemar, en gammal man som bott där en tid. Först är han misstänksam mot Sam och Amanda, men blir efterhand vän med dem. Amanda och Sam får under inga omständigheter berätta om slottet, vilket blir svårt när klasskamraterna börjar undra vad de gör efter skolan. De träffar även Valdemars syster Greta som har en sista önskan i livet; att återse sitt barndomshem. Amanda och Sam beslutar att hjälpa henne med detta.

## Rollista
- Carl-Gustaf Lindstedt – Valdemar
- Sif Ruud – Greta, Valdemars syster
- Suzanna Björklund – Amanda
- Peter Öberg – Sam
- Jan Waldekranz – Amandas pappa
- Susanne Barklund – Ellinor, Amandas mamma
- Suzanne Reuter – Sams mamma
- Rolf Skoglund – Sams pappa
- Malin Berghagen – Sofia, Sams syster
- Jonas Uddenmyr – polis
- Leif Löf – polis
- Britta Pettersson	– lärarinnan
- Mimi Pollak – Ester
- Per Eggers – fotbollstränaren
- Anna Godenius – avdelningsföreståndaren
- Björn Lövgren	– läkaren
- Per Myrberg – kommissarie Falk
- Ken Olofsson – Aktuellt-reporter
- Sune Lindgren	– Rapport-reporter
- Olle Nyquist – vakt på sopstationen
- Ulf Andersson	– stand-in för Carl-Gustaf Lindstedt
- Maud Walter – stand-in för Sif Ruud
- Anna Lindh – Ellinor, Amandas syster
- Sofia Thorngren – Li
- Eva Kaxe – Marika
- Maja Lagercrantz – Jonna
- Klas Lindberg	– Lång-Linus
- Linus Wahlgren – Max
- Olof Yderstedt – övrig medverkande
- Toni Lohiniva	– Jonathan
- Birgitta Nordquist – övrig medverkande
- Lars-Åke Petersson – gångtrafikant

### Fotnoter
1. 1 2 3  ”Hemligheten”. Svensk Filmdatabas. http://www.sfi.se/sv/svensk-filmdatabas/Item/?itemid=17255&type=MOVIE&iv=Basic&ref=/templates/SwedishFilmSearchResult.aspx?id%3d1225%26epslanguage%3dsv%26searchword%3dhemligheten%26type%3dMovieTitle%26match%3dBegin%26page%3d1%26prom%3dFalse. Läst 24 maj 2013.
2. ↑  ”Hemligheten”. IMDb.com. http://www.imdb.com/title/tt0099760/plotsummary?ref_=tt_ov_pl. Läst 24 maj 2013.